# Joanne Goode
Joanne „Jo“ Goode, MBE, (* 17. November 1972 in Harlow, geborene Joanne Wright) ist eine ehemalige englische Badmintonspielerin. Sie ist nicht zu verwechseln mit der fünf Jahre später geborenen Joanne Nicholas, die ebenfalls eine geborene Joanne Wright ist.

## Karriere
1996 gewann Joanne Goode ihre erste Medaille auf internationalem Parkett mit Silber im Mixed-Turnier der Europameisterschaften in Herning in Dänemark. Im Jahre 1998 gewann sie zusammen mit ihrem Mixed-Partner Simon Archer Gold bei den Commonwealth Games in Kuala Lumpur. Daneben gewann sie in diesem Jahr auch das Doppel-Turnier der Frauen bei derselben Veranstaltung. Bei den Europameisterschaften im selben Jahr, die in Sofia veranstaltet wurden, gewann sie im Mixed- und Frauen-Doppel jeweils die Bronzemedaille. 1999 wurde Joanne Goode Vize-Mixed-Weltmeisterin bei den Badmintonweltmeisterschaften in Kopenhagen. Goode nahm an den Olympischen Sommerspielen 2000 in Sydney teil. Sie trat mit Simon Archer im Mixed-Doppel teil und gewann die Bronzemedaille. Daneben nahm sie mit Donna Kellogg am Doppel-Wettbewerb der Frauen teil. Die beiden verloren im Viertelfinale gegen Gao Ling und Qin Yiyuan. In diesem Jahr errang sie auch den Europameisterschaftstitel im Frauen-Doppel. Bei den Commonwealth Games 2002 konnte sie den Mixed-Titel verteidigen und gewann Bronze im Frauen-Doppel.

## Erfolge
| Saison | Veranstaltung                             | Disziplin   | Platz | Name                             |
| ------ | ----------------------------------------- | ----------- | ----- | -------------------------------- |
| 1989   | Junioren-Europameisterschaft              | Mixed       | 2     | William Mellersh / Joanne Wright |
| 1989   | England: Einzelmeisterschaft der Junioren | Damendoppel | 1     | Kim Egerton / Joanne Wright      |
| 1990   | England: Einzelmeisterschaft der Junioren | Damendoppel | 1     | Karen Wilson / Joanne Wright     |
| 1990   | England: Einzelmeisterschaft der Junioren | Mixed       | 1     | Neil Cottrill / Joanne Wright    |
| 1990   | Welsh International                       | Mixed       | 1     | Nick Ponting / Joanne Wright     |
| 1991   | England: Einzelmeisterschaft der Junioren | Damendoppel | 1     | Alison Humby / Joanne Wright     |
| 1991   | Junioren-Europameisterschaft              | Damendoppel | 2     | Alison Humby / Joanne Wright     |
| 1991   | Irish Open                                | Damendoppel | 1     | Alison Humby / Joanne Wright     |
| 1991   | Irish Open                                | Mixed       | 1     | Nick Ponting / Joanne Wright     |
| 1991   | Welsh International                       | Mixed       | 1     | Andy Goode / Joanne Wright       |
| 1992   | Portugal International                    | Mixed       | 1     | Andy Goode / Joanne Wright       |
| 1992   | England: Einzelmeisterschaften            | Mixed       | 1     | Nick Ponting / Joanne Wright     |
| 1992   | Portugal International                    | Damendoppel | 1     | Joanne Wright / Joanne Davies    |
| 1992   | Welsh International                       | Mixed       | 1     | Nick Ponting / Joanne Wright     |
| 1993   | Swiss Open                                | Damendoppel | 1     | Gillian Clark / Joanne Wright    |
| 1993   | Austrian International                    | Mixed       | 1     | Nick Ponting / Joanne Wright     |
| 1993   | Welsh International                       | Damendoppel | 1     | Julie Bradbury / Joanne Wright   |
| 1993   | Welsh International                       | Mixed       | 1     | Chris Hunt / Joanne Wright       |
| 1994   | All England                               | Mixed       | 1     | Nick Ponting / Joanne Wright     |
| 1994   | Swiss Open                                | Damendoppel | 3     | Joanne Wright / Gillian Gowers   |
| 1994   | Swiss Open                                | Mixed       | 3     | Nick Ponting / Joanne Wright     |
| 1994   | Thailand Open                             | Mixed       | 2     | Nick Ponting / Joanne Wright     |
| 1994   | England: Einzelmeisterschaften            | Damendoppel | 1     | Joanne Wright / Gillian Gowers   |
| 1994   | England: Einzelmeisterschaften            | Mixed       | 1     | Nick Ponting / Joanne Wright     |
| 1994   | Welsh International                       | Mixed       | 1     | Nick Ponting / Joanne Wright     |
| 1994   | Welsh International                       | Damendoppel | 1     | Julie Bradbury / Joanne Wright   |
| 1995   | England: Einzelmeisterschaften            | Mixed       | 1     | Nick Ponting / Joanne Wright     |
| 1995   | Swiss Open                                | Damendoppel | 3     | Julie Bradbury / Joanne Wright   |
| 1995   | England: Einzelmeisterschaften            | Damendoppel | 1     | Joanne Wright / Julie Bradbury   |
| 1995   | Malaysia Open                             | Damendoppel | 1     | Julie Bradbury / Joanne Wright   |
| 1996   | Japan Open                                | Mixed       | 3     | Nick Ponting / Joanne Wright     |
| 1996   | England: Einzelmeisterschaften            | Damendoppel | 1     | Joanne Wright / Julie Bradbury   |
| 1996   | Europameisterschaft                       | Damendoppel | 3     | Julie Bradbury / Joanne Wright   |
| 1997   | England: Einzelmeisterschaften            | Mixed       | 1     | Simon Archer / Joanne Goode      |
| 1998   | Commonwealth Games                        | Mixed       | 1     | Simon Archer / Joanne Goode      |
| 1998   | Europameisterschaft                       | Mixed       | 3     | Simon Archer / Joanne Goode      |
| 1998   | Hongkong Open                             | Damendoppel | 3     | Joanne Goode / Donna Kellogg     |
| 1998   | Europameisterschaft                       | Damendoppel | 3     | Joanne Goode / Donna Kellog      |
| 1998   | Commonwealth Games                        | Damendoppel | 1     | Joanne Goode / Donna Kellog      |
| 1998   | England: Einzelmeisterschaften            | Damendoppel | 1     | Joanne Goode / Donna Kellogg     |
| 1998   | England: Einzelmeisterschaften            | Mixed       | 1     | Simon Archer / Joanne Goode      |
| 1998   | Hongkong Open                             | Mixed       | 2     | Simon Archer / Joanne Goode      |
| 1999   | Swiss Open                                | Mixed       | 1     | Simon Archer / Joanne Goode      |
| 1999   | All England                               | Mixed       | 1     | Simon Archer / Joanne Goode      |
| 1999   | Weltmeisterschaft                         | Mixed       | 2     | Simon Archer / Joanne Goode      |
| 1999   | England: Einzelmeisterschaften            | Mixed       | 1     | Simon Archer / Joanne Goode      |
| 2000   | Thailand Open                             | Mixed       | 2     | Simon Archer / Joanne Goode      |
| 2000   | Indonesia Open                            | Mixed       | 1     | Simon Archer / Joanne Goode      |
| 2000   | Indonesia Open                            | Damendoppel | 1     | Joanne Goode / Donna Kellogg     |
| 2000   | Japan Open                                | Mixed       | 5     | Simon Archer / Joanne Goode      |
| 2000   | All England                               | Damendoppel | 5     | Joanne Goode / Donna Kellogg     |
| 2000   | All England                               | Mixed       | 5     | Simon Archer / Joanne Goode      |
| 2000   | Japan Open                                | Damendoppel | 5     | Joanne Goode / Donna Kellogg     |
| 2000   | Olympia                                   | Damendoppel | 5     | Joanne Goode / Donna Kellogg     |
| 2000   | Europameisterschaft                       | Damendoppel | 1     | Donna Kellogg / Joanne Goode     |
| 2000   | England: Einzelmeisterschaften            | Mixed       | 1     | Simon Archer / Joanne Goode      |
| 2000   | Olympia                                   | Mixed       | 3     | Simon Archer / Joanne Goode      |
| 2001   | England: Einzelmeisterschaften            | Mixed       | 1     | Simon Archer / Joanne Goode      |